# Les Ateliers Reza
 (mai 2018).
Les Ateliers Reza (en anglais : Reza Visual Academy, abrév : RVA) est une association loi de 1901 à but non lucratif. 
L’association est fondée par Reza Deghati, un photojournaliste franco-iranien, officiellement en 2014 alors que certains projets et activités humanitaires ont déjà été mis en œuvre sur le terrain depuis 2009.

## Activités
RVA développe les formations de photographie, adressées aux jeunes vivant dans des conditions défavorisées dans des camps de réfugiés, des bidonvilles, ou des banlieues de grandes villes, dans le monde entier (France, Irak, Argentine, Mali, Italie...).
Ses objectifs sont :
- transmettre les compétences nécessaires pour maîtriser l'utilisation de l'outil photographique ;
- former les jeunes à avoir un œil attentif sur les alentours et à développer leur propre storytelling visuel ;
- partager leurs témoignages avec le monde à travers des expositions de photos internationales.

### Ateliers de Photographie
En 2013, Les Ateliers Reza sont créés à Toulouse, un projet dont l'objectif est d'éveiller une cinquantaine de jeunes des quartiers de la Reynerie, du Mirail et de Bellefontaine, âgés de 12 à 17 ans, au langage de la photographie et de l'image,. Parmi les intervenants, le joueur de rugby Clément Poitrenaud (le parrain du projet) et la photographe Florence At,.
- 2017 : projet Urban Voices (Argentine) : Formation de photographie pour 46 jeunes vivant dans les quartiers défavorisés à Buenos Aires, Argentine[4]
- Depuis 2013 : projet Exile Voices (Kurdistan irakien) : Ateliers pour les jeunes situés dans les trois camps de réfugié au Kurdistan irakien[5]
- 2016-2017 : Bamako (Mali) : Formation pour 19 orphelins, enfants réfugiés et déplacés internes à Bamako, Mali. Le projet s'étendra à 400 jeunes pour 5 ans[6]
- 2014 : Île de la Réunion (France) : Session de formation de 10 jours pour 10 jeunes à Saint-Pierre de la Réunion
- 2014 : Vallée des Ait Bougmez (Maroc) : Session de formation de 10 jours pour 10 adolescents au pensionnat de Tabent, dans les montagnes du Haut Atlas
- 2013-2014 : programme Booster (France) : Formation pour 127 jeunes en service civique dont certains en décrochage scolaire, dans 6 villes françaises[7]
- 2013 : Toulouse (France) : Ateliers pour 38 jeunes dans les quartiers à Toulouse[8]
- 2009-2012 : Librino (Sicile - Italie) : Formation pour 100 jeunes à Librino, une banlieue défavorisée de Sicile.

### Concours Photo
- Camp de Barika 2016 : RVA organise des concours de photographies pour les élèves qui participent aux ateliers, afin de les inspirer et les motiver à être plus créatifs. En 2016, un concours a été lancé pour les enfants au camp de Barika, sur les thèmes « La vie dans le camp », « Famille » et « Amis ». Chacun des 7 gagnants a reçu un nouvel ordinateur portable.
- Children’s Eyes on Earth 2012 : Le fondateur de RVA s’est associé avec l’organisation non-gouvernementale IDEA (International Dialogue for Environment Action) pour lancer un concours de photographies international Children’s Eyes on Earth, autour du thème J’aime la nature, J’ai peur de la pollution. À l’issue du concours, un festival international de photographie et une cérémonie de remise des prix ont eu lieu à Bakou en Azerbaïdjan.

### Expositions et Conférences
Les témoignages photographiques des étudiants et les activités de RVA ont été relayés dans le monde à travers de nombreuses expositions et conférences. Les événements principaux sont :
- Université Stanford - 2018 : Conférence The Power of Photography for Social Change
- The Institute of American Indian Arts, Santa Fe - 2018
- 2018 : Exposition au camp de Kawergosk
- 2017 : Exposition au Centre de formation des journalistes, France ; Conférence à Bruges et Schiltigheim
- 2016 : Expositions et conférences à UNESCO, à la Commission européenne et Duhok University (en partenariat avec UNDP[9]), à Phot’Aubrac - France, et dans certaines institutions françaises et américaines (Syracuse University, Science Po, Toulouse Business School)
- Urban Voices - BienalSur - 2017 : Exposition à Plaza San Martin, Buenos Aires
- Bamako - 2017 : Exposition et conférence à l’Institut français du Mali[10] ; Exposition au festival Phot’Aubrac, France
- Rêve d’humanité - 2015 : fresque photographique géante - exposition sur les berges de la Seine, en partenariat avec la Fondation HIPA et UNHCR[11]
- Ma terre, ma famille - 2013 : exposition des 60 meilleures photographies prises par les élèves de l’association, et remise de prix à 7 excellents élèves, sélectionnés par un jury international de professionnels de l'image à la Médiathèques José Cabanis & Grand M, Toulouse, France.

### Publications
Les œuvres et les activités de RVA sont archivées et diffusées sous forme de livres, de storytelling visuel diffusé sur le web, de documentaires, , etc.
- Seul le vent : un livre publié en 2012, dans le cadre d’un programme initié par Arte Reportage, soutenu par UNHCR et l’Institut français au Kurdistan Irakien. Le livre réunit les photographies des élèves de RVA dans le camp de Kawergosk, les poèmes de l’écrivain Laurent Gaudé, les bandes dessinées du dessinateur Reinhard Kleist, et les photographies prises par Reza Deghati.
- Réfugiés : 5 pays / 5 camps. Cet ouvrage est le fruit d’un travail collectif de cinéastes, écrivains, photographes et artistes qui ont participé aux reportages dans de 5 différents camps de réfugiés du monde pour le projet Réfugiés de Arte Reportage. Le livre a été publié en 2016 par les éditions Invenit.
- Les reporteurs du camp : en 2015, Arte Reportage a effectué un webdocumentaire sur les ateliers RVA au camp de Kawergosk. À partir de 2013, les enfants se sont éveillés à l'art de la photographie et continuent à montrer leurs travaux autour de différents sujets.
- Maptia : le récit sur Exile Voices a été diffusé par Maptia en 2015 - une plateforme collaborative de photographies qui propose des reportages et qui constitue une communauté internationale de storytellers.

## Bénéficiaires
Les bénéficiaires directs et indirects des actions de l’association RVA sont multiples :
- Les photographes locaux formés selon la méthode d'enseignement de RVA qui deviennent les enseignants au sein des ateliers
- Les jeunes participant aux formations
- Les proches des élèves: les jeunes deviennent les messagers de nouveaux savoirs acquis. En photographiant leur entourage, ils impliquent leur famille et amis dans le processus d’apprentissage et de création artistique
- Le public sensibilisé à travers les expositions des photographies des jeunes formés, généralement dans des espaces publics ouverts à tous

## Partenaires
- Agence de Photo Webistan: Elle soutient en hébergeant l'association dans les locaux de Webistan, fournit des fonds et des ressources humaines qui travaillent pour une partie des projets de RVA
- National Geographic et la Fondation Ashoka[12]: Soutien auprès des projets de RVA comme sources d’opportunités et mise en réseau. En 2018, National Geographic cofinance les ateliers de formation en cours pour les enfants réfugiés dans le camp du Kurdistan Irakien
- UNHCR, UNDP et d’autres Fonds, Programmes et Institutions de l’ONU: Aide à co-organiser des expositions et des conférences globales
- La Fondation Varenne : Appui logistique à travers le don de matériel pour les ateliers sur le terrain, réalisation d’un reportage publié dans la Montagne et financement d’une exposition des photographies des enfants[13]
- Le Fonds Sakura: Mécénat financier pour les ateliers (formation dans les camps de réfugiés au Kurdistan Irakien et au Mali) et financement de l’exposition itinérante des élèves des Favelas de Buenos Aires[14]